# المروية
مروية  قرية سوريّة تتبع إداريّاً لمحافظة حلب منطقة عفرين ناحية مركز بلبل، بلغ تعداد سكانها 693 نسمة حسب التعداد السكاني لعام 2004.